# Moord op Jeanne Van Calck

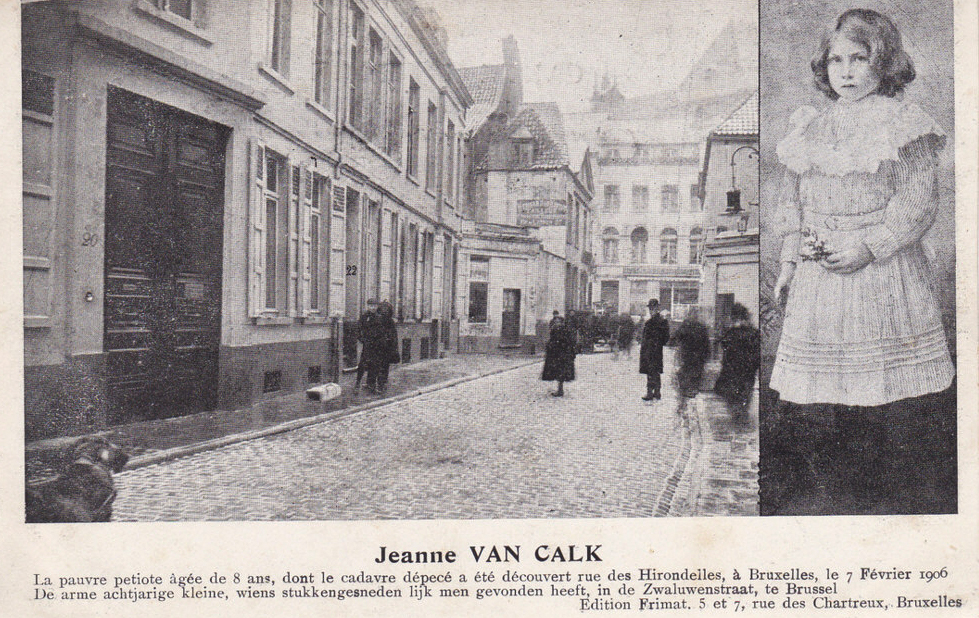
De kindermoord in de Zwaluwenstraat in Brussel; hier werd het geamputeerde lijk gevonden

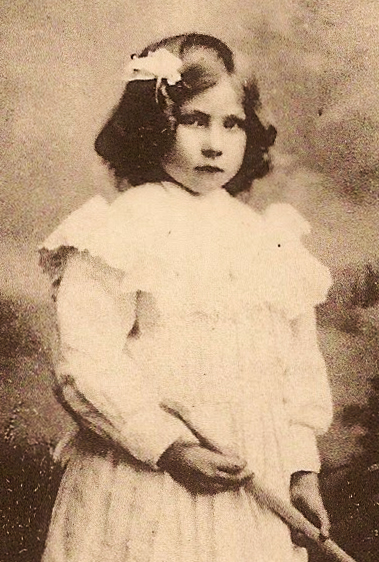

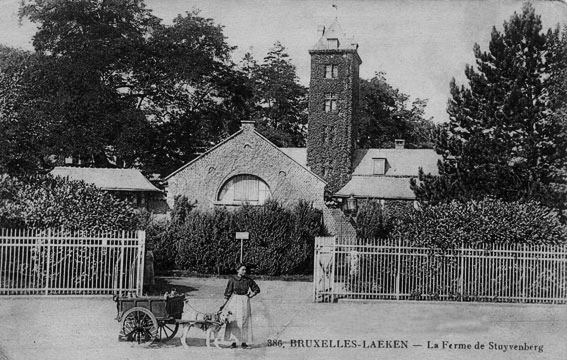
Boerderij van het kasteel van Stuyvenberg (Laken); hier werden de onderste ledematen gevonden

Jeanne Van Calck (Brussel 17 september 1897 — Brussel 7 februari 1906) was een meisje dat op 8-jarige leeftijd werd vermoord in Brussel. De kindermoord werd nooit opgelost en beroerde lang de gemoederen in het Brusselse.
De moordzaak is ook bekend als de moord in de Zwaluwenstraat.

## Relaas
Jeanne Van Calck woonde bij haar grootouders aan de Arduinkaai, in het centrum van Brussel. Zij was een buitenechtelijk kind en haar vader erkende haar niet. Elke avond ging ze eten bij haar moeder, Françoise Van Calck, aan de Antwerpsesteenweg in Brussel. Haar grootvader vergezelde haar altijd op deze wandeling in Brussel. Die avond (1906) was haar grootvader al laat voor zijn bijbaan als kaartjescontroleur in de schouwburg; de man werkte overdag bij de Brusselse trammaatschappij maar had een bijjob om het gezin te onderhouden. Jeanne vertrok alleen naar haar moeder maar kwam nooit aan.
Om middernacht keerde een werkman van het Alhambratheater naar huis via de Zwaluwenstraat. Aan het huisnummer 22 vond hij een grote doos. Hij haalde de wijkagent erbij en samen brachten ze het pak binnen op het commissariaat van Brussel. Daar deden de aanwezigen een gruwelijke ontdekking: onder bebloede meisjeskleren troffen ze de romp aan van een kinderlijk. De twee benen waren geamputeerd aan de lies en bevonden zich niet in de doos. Ook om middernacht arriveerden moeder en grootvader om de verdwijning van het kind aan te geven. Het nieuws van de moordzaak sloeg in als een bom; de kranten werden nog die nacht gedrukt met het nieuws. Na autopsie bleek dat het kind alcohol van 50° had gedronken en gestikt was in haar braaksel. Het kind was verkracht. Het tijdstip van haar dood werd rond 21 h die avond vastgelegd.
Een week later werd het lijkje begraven op het kerkhof van Brussel onder massale belangstelling. Tienduizend Brusselaars volgden de lijkkist vanaf het mortuarium van het Sint-Pietersziekenhuis naar het kerkhof van Brussel.
Nog een week later werden de schoenen en de twee benen, afzonderlijk verpakt, toevallig aangetroffen op de boerderij van het koninklijk kasteel Stuyvenberg in Laken. Het krantenpapier rond de benen was zowel de Brusselse krant Le Soir als de Franse krant Journal de Paris. Angst en paniek hadden Brussel in hun greep. Ook de internationale pers wierp zich nu op de zaak.

## Afloop
De moord werd nooit opgelost. Verschillende keren arresteerde de Brusselse politie verdachten: een huisarts uit de buurt, een Fransman, een Spanjaard. De pers hekelde de incompetentie van politie en gerecht. Zo is er nooit enige huiszoeking gebeurd. De Franse advocaat Louis Frank besprak in een boek 29 fouten in het Brusselse moordonderzoek. Als verantwoordelijke voor de politiediensten kwam burgemeester Emile de Mot in nauwe schoentjes. Binnen de publieke opinie ontstond spontaan een collecte om haar een marmeren graf te schenken op het kerkhof. Marktzangers bezongen in hun straatliederen deze ijselijke misdaad in Brussel. Eind 1907 herhaalde de geschiedenis zich met de vondst van de gewurgde Annette Bellot, ook een onopgeloste kindermoord die grote beroering veroorzaakte in Brussel.